# Life Sentence
Life Sentence (estilizada como l!fe sentence) es una serie de televisión estadounidense de comedia dramática que debutó en The CW el 7 de marzo de 2018, creada por Erin Cardillo y Richard Keith.
The CW ordenó oficialmente Life Sentence el 10 de mayo de 2017. En agosto de 2017, Lucy Hale anunció que la serie se estrenaría en enero de 2018. Sin embargo, más tarde se anunció que la serie se había retrasado hasta el 7 de marzo de 2018.
El 8 de mayo de 2018, Lucy Hale anunció que la serie no volvería para una segunda temporada.

## Sinopsis
Después de descubrir que tiene cáncer terminal, Stella decide vivir cada día como si fuera el último; pero, cuando su cáncer es curado, descubre que su vida ha sido un engaño. Su familia, incluso su esposo, le han ocultado duras verdades y han hecho sacrificios inimaginables.

## Elenco y personajes

### Principales
- Lucy Hale como Stella Abbott.
- Elliot Knight como Wes Charles.
- Jayson Blair como Aiden Abbott.
- Brooke Lyons como Elizabeth Abbott Rojas.
- Carlos PenaVega como Diego Rojas.
- Gillian Vigman como Ida Abbott.
- Dylan Walsh como Paul Abbott.

### Recurrentes
- Anna Enger como Helena Chang, la doctora de Stella.
- Claudia Rocafort como Poppy, la novia de Ida y la madrina de Stella.
- Noor Anna Maher como Fiona, la hija de Elizabeth.
- Emanuel Eaton como Frank, el hijo de Elizabeth.
- Nadej Bailey como Sadie, una paciente con cáncer.
- Alyshia Ochse como Marlene.
- Riley Smith como Dr. Will Grant, un oncólogo.

## Episodios
| N.º | Título                                     | Dirigido por       | Escrito por                                  | Fecha de emisión original | Audiencia (millones) |
| --- | ------------------------------------------ | ------------------ | -------------------------------------------- | ------------------------- | -------------------- |
| 1   | «Pilot»                                    | Lee Toland Krieger | Richard Keith & Erin Cardillo                | 7 de marzo de 2018        | 0.67                 |
| 2   | «Re-Inventing The Abbotts»                 | John T. Kretchmer  | Erin Cardillo & Richard Keith                | 14 de marzo de 2018       | 0.56                 |
| 3   | «How Stella Got Her Groove On»             | David Warren       | Margaret Easley & Laura Putney               | 21 de marzo de 2018       | 0.49                 |
| 4   | «Clinical Trial and Error»                 | Roger Kumble       | Lisa Melamed, Erin Cardillo & Richard Keith  | 28 de marzo de 2018       | 0.40                 |
| 5   | «Wes Side Story»                           | Arlene Sanford     | Oliver Goldstick                             | 4 de abril de 2018        | 0.44                 |
| 6   | «Who Framed Stella Abbott»                 | Norman Buckley     | Nelson Soler                                 | 27 de abril de 2018       | 0.42                 |
| 7   | «Our Father the Hero»                      | Viet Nguyen        | Tad Safran                                   | 4 de mayo de 2018         | 0.37                 |
| 8   | «Sleepless Near Seattle»                   | Ellen S. Pressman  | Zach Dodes                                   | 11 de mayo de 2018        | 0.37                 |
| 9   | «What to Expect When You're Not Expecting» | John T. Kretchmer  | Louisa Levy                                  | 18 de mayo de 2018        | 0.45                 |
| 10  | «The Way We Work»                          | Janice Cooke       | Laura Putney & Margaret Easley               | 25 de mayo de 2018        | 0.36                 |
| 11  | «Frisky Business»                          | Tessa Blake        | Nelson Soler & Erin Cardillo & Richard Keith | 1 de junio de 2018        | 0.46                 |
| 12  | «Love Factually»                           | Michael Grossman   | Oliver Goldstick                             | 8 de junio de 2018        | 0.38                 |
| 13  | «Then & Now»                               | John T. Kretchmer  | Erin Cardillo & Richard Keith                | 15 de junio de 2018       | 0.37                 |

## Producción

### Casting
El 31 de enero de 2017, se informó que Lucy Hale fue contratada para el papel de Stella Abbott. Con respecto a su personaje y el proyecto, Hale dijo que apreciaba especialmente la idea de que, después de haber derrotado la idea de una muerte segura, descubriera que no sabía cómo manejar su vida. Más tarde, el 17 de febrero de 2017, se anunció que Jayson Blair se unió al elenco, el 21 de febrero Dylan Walsh, el 24 de febrero Gillian Vigman y Brooke Lyon, en los roles del hermano, padres y hermana de Stella respectivamente. Mientras en que marzo de ese mismo año fueron contratados Elliot Knight y Carlos PenaVega.

### Filmación
La filmación de la serie tiene lugar en Vancouver, Columbia Británica, Canadá.

## Promoción
El primer tráiler fue lanzado 18 de mayo de 2017 en el canal de YouTube de The CW. La primera imagen promocional presentaba a la Stella sosteniendo un diente de león que ha envejecido lo suficiente como para soplarla y pedir un deseo.